# Hypotek
En hypotek er et ældre ord for et pant i fast ejendom. Pantet er et underpant, dvs. at låneren bevarer den daglige råderet over pantet (modsat et håndpant, hvor kreditor overtager den pantsatte genstand). Ved et underpant tinglyses i stedet typisk kreditors rettigheder til pantet. Et lån med sådan et pant kan kaldes et hypoteklån. Hypoteklån har spillet en væsentlig rolle i realkredittens historie.
Hypotekbanker er forretningsbanker, der yder lån mod sikkerhed i fast ejendom. Så længe pantet ikke overbelånes, har sådanne banker dermed et meget sikkert tilgodehavende, hvorfor hypotekbankvirksomhed regnes for at være en meget sikker form for finansiel virksomhed. Hypotekforeninger er en form for kreditforeninger, dvs. sammenslutninger af personer, der har lån i deres bolig. Hypotekforeninger spillede en mærkbar rolle i boligfinansieringen i Danmark fra slutningen af 1800-tallet til reformen af realkreditloven i 1970. Lovgivningsmæssigt skelnede man mellem kreditforeninger, der kunne yde lån på op til 60 % af en ejendomsværdi, og hypotekforeninger, der kunne yde et supplerende lån (såkaldt 2.lagsprioritering) op til 75 % af panteværdien. Hypotekforeningslån var således mindre sikre end kreditforeningslån.